# Dragomanno della Sublime Porta

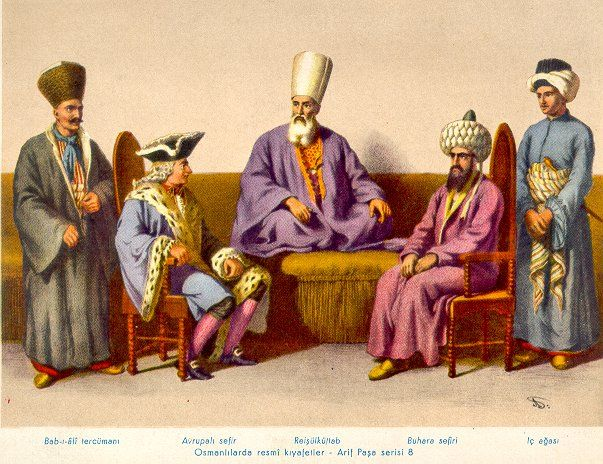
Il Dragomanno della Sublime Porta (a sinistra), al ricevimento di un ambasciatore europeo (seduto a sinistra) e di un inviato di Bukhara (seduto a destra) presso il reis ül-küttab (seduto al centro)

Il Dragomanno della Sublime Porta (in turco ottomano terdjümân-ı bâb-ı âlî; in greco [μέγας] διερμηνέας της Υψηλής Πύλης?), Dragomanno del Consiglio Imperiale (terdjümân-ı dîvân-ı hümâyûn), o semplicemente Gran o Capo Dragomanno (terdjümân bashı), era il maggiore interprete del governo ottomano e de facto il vice ministro degli esteri. Dall'inizio della posizione nel 1661 fino allo scoppio della Rivoluzione greca nel 1821, l'ufficio venne occupato dai Fanarioti e fu uno dei principali pilastri del potere dei Fanarioti nell'Impero ottomano.

## Storia
Nell'Impero ottomano, l'esistenza di interpreti ufficiali o dragomanni (dalla traduzione italiana drog[o]man dell'arabo tardjumān, ottomano terdjümân o turcimanno) è attestata dall'inizio del XVI secolo. Facevano parte del personale del reis ül-küttab, che era responsabile degli affari esteri all'interno del Consiglio Imperiale. In ragione del fatto che pochi turchi ottomani imparavano le lingue europee, fin dai primi tempi la maggior parte di questi uomini era di origine cristiana, principalmente austriaca, ungherese, polacca e greca.

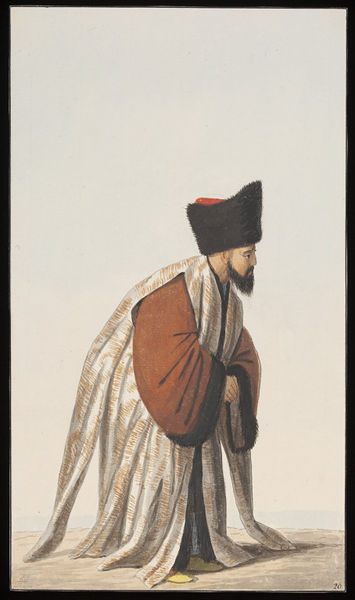
Raffigurazione di un Gran Dragomanno c. 1809, di un anonimo artista greco a Costantinopoli

Nel 1661, il Gran visir Ahmed Köprülü nominò il greco Panagiotis Nikousios capo Dragomanno del Consiglio Imperiale. Gli successe a sua volta nel 1673 un altro greco, Alexandros Mavrokordatos. Questi uomini iniziarono una tradizione in cui quasi tutti i successivi Gran Dragomanni della Porta erano di origine greca o ellenizzati in quanto membri di una piccola cerchia di famiglie fanariote, come i Maurocordato, i Ghica, i Caragea o i Callimachi. Molti dei Fanarioti avevano precedentemente prestato servizio nel personale delle ambasciate europee a Costantinopoli. Nikousios, per esempio, aveva precedentemente (e per un certo periodo contemporaneamente) operato come traduttore per l'ambasciata austriaca.
Tutti i dragomanni dovevano essere competenti nelle "tre lingue" (elsine-i selase) comunemente usate nell'impero, arabo, persiano e turco, nonché in un certo numero di lingue straniere (solitamente il francese e l'italiano), ma le responsabilità del Dragomanno della Porta andavano oltre a quelle di un semplice interprete, ed erano piuttosto simili a un ministro incaricato della conduzione quotidiana degli affari esteri. In quanto tale, era la più alta carica pubblica disponibile per i non musulmani nell'Impero ottomano.
Nikousios e i suoi successori riuscirono ad attribuire al loro ufficio una serie di grandi privilegi: l'esenzione fiscale per se stessi, dei loro figli e di 20 membri del loro seguito; l'esenzione da tutti i dazi doganali per gli articoli destinati al loro uso personale; l'immunità da tutti i tribunali eccetto da quello del Gran Visir; il permesso di vestirsi con gli stessi caftani degli ufficiali ottomani e di usare la pelliccia di ermellino; il permesso di andare a cavallo. Questi privilegi resero la posizione molto ambita e oggetto delle aspirazioni e delle rivalità dei Fanarioti. Il salario del Dragomanno della Porta ammontava a 47.000 kuruş all'anno.
Il successo dell'incarico portò alla creazione di un ruolo simile, quello del Dragomanno della Flotta, nel 1701. Quest'ultimo fungeva spesso da trampolino di lancio per la carica di Gran Dragomanno. C'erano anche dragomanni minori, ad esempio per l'esercito ottomano, o per l'eyalet di Morea, ma queste posizioni non furono mai formalizzate allo stesso modo. Dal 1711, molti ex Gran Dragomanni o Dragomanni della Flotta assunsero le posizioni di principi (voivodi od ospodari) dei Principati danubiani di Valacchia e Moldavia. Questi quattro uffici formarono le fondamenta della preminenza dei Fanarioti nell'Impero ottomano.
I Fanarioti mantennero questa posizione privilegiata fino allo scoppio della Rivoluzione greca nel 1821: l'allora Dragomanno della Porta, Constantino Mourouzis fu decapitato, e il suo successore, Stavraki Aristarchi, fu licenziato ed esiliato nel 1822. La posizione di Gran Dragomanno fu quindi sostituita da un Ufficio di traduzione simile a una corporazione, composto inizialmente da convertiti come Ishak Efendi, ma rapidamente e in modo esclusivo da turchi musulmani fluenti nelle lingue straniere.

## Elenco dei Dragomanni della Sublime Porta
|                                 |          |           | |
| Nome                            | Ritratto | Mandato   | Note |
| Panagiotis Nikousios            |          | 1661–1673 | |
| Alexandros Mavrocordatos        |          | 1673–1709 | |
| Nicholas Mavrocordatos          |          | 1689–1709 | Figlio di Alexandros. Successivamente Principe di Moldavia (1711–1715) e Principe di Valacchia (1715–1716, 1719–1730). |
| Giovanni Mavrocordatos          |          | 1709–1717 | Figlio di Alexandros. Successivamente Caimacam di Moldavia (1711) e Principe di Valacchia (1716–1719). |
| Grigore (II) Ghica              |          | 1717–1727 | Successivamente Principe di Moldavia (1726–1733, 1735–1739, 1739–1741, 1747–1748) e di Valacchia (1733–1735, 1748–1752). |
| Alexandros Ghica                |          | 1727–1740 | Primo mandato. |
| Giovanni Teodoro Callimachi     |          | 1741–1750 | Primo mandato. |
| Matei Ghica                     |          | 1751–1752 | Figlio di Grigore. Successivamente Principe di Valacchia (1752–1753) e di Moldavia (1753–1756). |
| Giovanni Teodoro Callimachi     |          | 1752–1758 | Secondo mandato. Successivamente Principe di Moldavia (1758–1761). |
| Grigore (III) Ghica             |          | 1758–1764 | Figlio di Alexandros. Successivamente Principe di Moldavia (1764–1767, 1774–1782) e di Valacchia (1768–1769). |
| Giorgio Caradja                 |          | 1764–1765 | |
| Skarlatos Caradja               |          | 1765–1768 | Figlio di Giorgio. Primo mandato. |
| Nicholas Soutzos                |          | 1768–1769 | |
| Mihai Racoviță                  |          | 1769–1770 | Successivamente Principe di Moldavia (1703–1705, 1707–1709, 1716–1726) e di Valacchia (1730–1731, 1741–1744). |
| Skarlatos Caradja               |          | 1770–1774 | Secondo mandato. |
| Alexander Ypsilantis            |          | 1774      | Successivamente Principe di Valacchia (1774–1782, 1796–1797) e di Moldavia (1786–1788). |
| Constantino Mourouzis           |          | 1774–1777 | Precedente Dragomanno della Flotta (1764–1765). Successivamente Principe di Moldavia (1777–1782). |
| Nicholas Caradja                |          | 1777–1782 | Figlio di Skarlatos. Successivamente Principe di Valacchia (1782–1783). |
| Michele (I) Drakos Soutzos      |          | 1782–1783 | Successivamente Principe di Valacchia (1783–1786, 1791–1793, 1801–1802) e di Moldavia (1793–1795). |
| Alexandru Mavrocordatos Firaris |          | 1782–1783 | Successivamente Principe di Moldavia (1785–1786). |
| Alexander Callimachi            |          | 1785–1788 | Primo mandato. |
| Manuel Caradja                  |          | 1788–1790 | |
| Alexander Mourouzis             |          | 1790–1792 | Figlio di Costantino. Successivamente Principe di Moldavia (1792, 1802–1806, 1806–1807) e di Valacchia (1793–1796, 1799–1801). |
| Georgio Mourouzis               |          | 1792–1794 | Figlio di Costantino. Primo mandato. |
| Alexander Callimachi            |          | 1794–1795 | Secondo mandato. Successivamente Principe di Moldavia (1795–1799). |
| Georgio Mourouzis               |          | 1795–1796 | Secondo mandato. |
| Constantino Ypsilantis          |          | 1796–1799 | Figlio di Alexandros. Successivamente Principe di Moldavia 1799–1801) e di Valacchia (1802–1806). |
| Alexandros Soutzos              |          | 1799–1801 | Figlio di Nicholas. Precedente Dragomanno della Flotta (1797–1799). Successivamente Principe di Moldavia (1801–1802) e di Valacchia (1819–1821). |
| Scarlat Callimachi              |          | 1801–1806 | Successivamente Principe di Moldavia (1806, 1812–1819). |
| Alexandros M. Soutzos           |          | 1802–1807 | |
| Alexander Hangerli              |          | 1806–1807 | Successivamente Principe di Moldavia (1807). |
| Ion Caradja                     |          | 1807–1808 | Primo mandato. |
| Ion N. Caradja                  |          | 1808      | Precedente Dragomanno della Flotta (1799–1800). |
| Demetrios Mourouzis             |          | 1808–1812 | Fratello maggiore di Panagiotis. Nel 1812 partecipò ai negoziati che posero fine alla guerra con la Russia. Gli ottomani divennero insoddisfatti dell'accordo di pace dopo che Napoleone iniziò la sua invasione della Russia a giugno e Mourouzis fu sospettato di aver favorito gli interessi russi. Fu giustiziato sommariamente al Palazzo di Topkapı. |
| Panagiotis Moutouzis            |          | 1809–1812 | Figlio minore di Demetrios. Precedente Dragomanno della Flotta (1803–1806). |
| Ion Caradja                     |          | 1812      | Secondo mandato. Successivamente Principe di Valacchia (1812–1819). |
| Iakovos Argyropoulos            |          | 1812–1817 | Precedente Dragomanno della Flotta (1809). |
| Michele Soutzos                 |          | 1817–1819 | Successivamente Principe di Moldavia (1819–1821). |
| Costantino Mourouzis            |          | 1821      | |
| Stavraki Aristarchi             |          | 1821–1822 | |